# Bill Farmer (kierowca wyścigowy)
Bill Farmer (ur. 8 lipca 1959 roku) – nowozelandzki kierowca wyścigowy.

## Kariera
Farmer rozpoczął karierę w międzynarodowych wyścigach samochodowych w 1995 roku od startów w Australian Drivers' Championship. Z dorobkiem 24 punktów uplasował się na dziesiątej pozycji w klasyfikacji generalnej. W kolejnych dwóch latach Nowozelandczyk startował w Global GT Championship, gdzie w 1995 stanął na podium. W 1996 zajął drugie miejsce w klasie GT2 24-godzinnego wyścigu Le Mans.